# Christer Wickman
Tore Christer Wickman, född 4 mars 1944 i Älvsborgs kyrkobokföringsdistrikt i Göteborgs och Bohus län, död 25 januari 2000 på Käringön i Västra Götalands län, var en svensk musiker (pianist).
Redan vid tolv års ålder debuterade Christer Wickman som pianosolist på Konserthuset i Göteborg. Åren 1967–1968 spelade han orgel i Streaplers. När Carl Anton hade show på Lorensberg 1968 spelade Christer Wickman i orkestern och följde sedan med honom till Stockholm, där han medverkat i flera orkestrar samt ackompanjerat Sven-Bertil Taube under 15 år och en hel rad andra artister. På Scala var han 1985 kapellmästare för Evabritt Strandberg som han sedan följde som musiker.
Christer Wickman var 1975–1983 gift med Stina Hellström (född 1952) och sedan från 1987 sambo med artisten Evabritt Strandberg. Han är begravd på Norra begravningsplatsen utanför Stockholm.